# Henry Mackenzie
Henry Mackenzie (født 26. august 1745, død 14. januar 1831) var en skotsk romanforfatter.